# Wolfgang Matt (Modellflugpilot)
Wolfgang Matt ist ein liechtensteinischer Modellflugpilot.
Er und seine Familie prägten den Modellflugsport der Kategorie F3A über Jahrzehnte. Unter anderem war er zweimaliger F3A-Weltmeister und wurde im Jahr 2000 zu Liechtensteins Sportler des Jahrhunderts ausgezeichnet.
Im Dezember 2016 wurde ihm das Goldene Lorbeerblatt verliehen.

## Erfolge
- 2× Weltmeister F3A (1975 / 1979)
- 6× Vize-Weltmeister F3A (1971 / 1973 / 1985 / 1987 / 1989 / 1995)
- 4× Bronzemedaille Weltmeisterschaft F3A (1977 / 1981 / 1993 / 1997)
- 5× Europameister F3A (1976 / 1984 / 1988 / 1992 / 1994)
- 4× Vize-Europameister F3A (1986 / 1990 / 1996 / 2000)
- 2× Bronzemedaille Europameisterschaft F3A (1998 / 2004)
- 10× Finalteilnehmer beim Tournament of Champions (TOC), Las Vegas
- 2× 3. Rang beim International Air Meet (IAM), Japan
- 21× Liechtensteiner Meister F3A
- 4× Gewinner des Oesterreich-Pokals F3A
- 9× Schweizer Meister F3A
- 1× Australischer Meister F3A
- 1× Südafrikanischer Meister F3A
- Gewinner von über 250 internationalen Wettbewerben F3A
- 1992 Auszeichnung "Sportler des Jahres" in Liechtenstein
- 2000 Auszeichnung "Jahrhundertsportler" in Liechtenstein

## Modelle
Wolfgang Matt hat zusammen mit seinem Bruder Günther Matt und seinem Sohn Roland Matt dutzende F3A-Modelle gebaut, die sich im Breitensportmodellflug heute noch äusserster Beliebtheit erfreuen. Wie zum Beispiel den Saphir, den Diamant oder den Super Star.
Sein aktuelles Modell für F3A-Wettbewerbe ist der Doppeldecker Citrin von Oxai.